# Виборчий округ 12
Виборчий округ 12 — виборчий округ у Вінницькій області. В сучасному вигляді був утворений 28 квітня 2012 постановою ЦВК №82 (до цього моменту існувала інша система виборчих округів). Окружна виборча комісія цього округу розташовується в будинку Територіального відділення центру адміністративних послуг "Прозорий офіс" (територіальне відділення «Старе місто») за адресою м. Вінниця, вул. Замостянська, 7.
До складу округу входять частина міста Вінниця та частина Вінницького району, які знаходяться на східному березі річки Південний Буг. Західний берег міста і району входить до 11-го округу. Виборчий округ 12 межує з округом 13 на півночі, з округом 18 на сході, з округом 14 на півдні та з округом 11 і округом 14 на заході. Виборчий округ №12 складається з виборчих дільниць під номерами 050125-050129, 050138-050144, 050146-050148, 050150-050153, 050157-050160, 050163, 050168-050184, 051435-051476, 051548-051569, 051571-051574, 051587-051590, 051670 та 051674.

## Народні депутати від округу
| Ім'я                            | Фото | Партія               | Скликання | Дата набуття повноважень | Дата припинення повноважень |
| ------------------------------- | ---- | -------------------- | --------- | ------------------------ | --------------------------- |
| Порошенко Петро Олексійович     |      | самовисуванець       | 7-ме      | 12 грудня 2012           | 3 червня 2014               |
| Порошенко Олексій Петрович      |      | Блок Петра Порошенка | 8-ме      | 27 листопада 2014        | 29 серпня 2019              |
| Драбовський Анатолій Григорович |      | Слуга народу         | 9-те      | 29 серпня 2019           |                             |

## Результати виборів

### Парламентські

#### 2019
Кандидати-мажоритарники:
- Драбовський Анатолій Григорович (Слуга народу)
- Верлан-Кульшенко Олена Олександрівна (Європейська Солідарність)
- Ваколюк Людмила Євгенівна (Батьківщина)
- Марцинковський Леонід Васильович (самовисування)
- Кривешко Сергій Сергійович (Сила і честь)
- Околіта Володимир Олександрович (Самопоміч)
- Грушко Сергій Сергійович (Опозиційна платформа — За життя)
- Базелюк Володимир Васильович (Свобода)
- Галіцька Вікторія Вікторівна (самовисування)
- Мазуренко Денис Анатолійович (Опозиційний блок)
- Павленко Юрій Євгенійович (Патріот)
- Покорук Неля Миколаївна (Аграрна партія України)
- Білошкурський Олександр Валерійович (самовисування)
- Руденко Сергій Васильович (самовисування)
- Головін Ігор Володимирович (Свідома нація)

#### 2014
Кандидати-мажоритарники:
- Порошенко Олексій Петрович (Блок Петра Порошенка)
- Слободянюк Олександр Анатолійович (Самопоміч)
- Сітарський Сергій Миколайович (Батьківщина)
- Сич Володимир Володимирович (Радикальна партія)
- Алєксєнцева Алла Ростиславівна (самовисування)
- Бондарчук Іван Миколайович (Комуністична партія України)
- Ліцький Василь Олексійович (самовисування)
- Костирко Дмитро Олександрович (Опозиційний блок)
- Майстер Людмила Анатоліївна (самовисування)
- Дідур Валентин Григорович (Сильна Україна)
- Болтак Микола Миколайович (Блок лівих сил України)
- Петровський Сергій Вікторович (самовисування)
- Перебийніс Володимир Анатолійович (самовисування)

#### 2012
Кандидати-мажоритарники:
- Порошенко Петро Олексійович (самовисування)
- Базелюк Володимир Васильович (Свобода)
- Максимчук Борис Анатолійович (самовисування)
- Іорданов Юрій Іванович (самовисування)
- Бондарчук Іван Миколайович (Комуністична партія України)
- Барчишен Олег Вікторович (УДАР)
- Костирко Дмитро Олександрович (Партія регіонів)
- Дмитрів Олег Степанович (Конгрес українських націоналістів)

## Явка
Явка виборців на окрузі: